# BORCS8-MEF2B
BORCS8-MEF2B (англ. Myocyte enhancer factor 2B) – білок, який кодується однойменним геном, розташованим у людей на короткому плечі 19-ї хромосоми. Довжина поліпептидного ланцюга білка становить 365 амінокислот, а молекулярна маса — 38 639.
| 10         |  | 20         |  | 30         |  | 40         |  | 50         |
| ---------- |  | ---------- |  | ---------- |  | ---------- |  | ---------- |
| MGRKKIQISR |  | ILDQRNRQVT |  | FTKRKFGLMK |  | KAYELSVLCD |  | CEIALIIFNS |
| ANRLFQYAST |  | DMDRVLLKYT |  | EYSEPHESRT |  | NTDILETLKR |  | RGIGLDGPEL |
| EPDEGPEEPG |  | EKFRRLAGEG |  | GDPALPRPRL |  | YPAAPAMPSP |  | DVVYGALPPP |
| GCDPSGLGEA |  | LPAQSRPSPF |  | RPAAPKAGPP |  | GLVHPLFSPS |  | HLTSKTPPPL |
| YLPTEGRRSD |  | LPGGLAGPRG |  | GLNTSRSLYS |  | GLQNPCSTAT |  | PGPPLGSFPF |
| LPGGPPVGAE |  | AWARRVPQPA |  | APPRRPPQSA |  | SSLSASLRPP |  | GAPATFLRPS |
| PIPCSSPGPW |  | QSLCGLGPPC |  | AGCPWPTAGP |  | GRRSPGGTSP |  | ERSPGTARAR |
| GDPTSLQASS |  | EKTQQ      |  |            |  |            |  |            |

A: Аланін

C: Цистеїн

D: Аспарагінова кислота

E: Глутамінова кислота

F: Фенілаланін

G: Гліцин

H: Гістидин

I: Ізолейцин

K: Лізин

L: Лейцин

M: Метіонін

N: Аспарагін

P: Пролін

Q: Глутамін

R: Аргінін

S: Серин

T: Треонін

V: Валін

W: Триптофан

Кодований геном білок за функцією належить до активаторів. 
Задіяний у таких біологічних процесах, як транскрипція, регуляція транскрипції, альтернативний сплайсинг. 
Білок має сайт для зв'язування з ДНК. 
Локалізований у ядрі.